# Oncocnemis subtilis
Oncocnemis subtilis är en fjärilsart som beskrevs av Barnes och Mcdunnough 1913. Oncocnemis subtilis ingår i släktet Oncocnemis och familjen nattflyn. Inga underarter finns listade i Catalogue of Life.